# Primavera Estudiantil Paraguaya
La denominada Primavera Estudiantil Paraguaya constituye un fenómeno sociopolítico de naturaleza contestataria que emergió en Paraguay en agosto de 2015 y prolongó su desarrollo hasta finales de 2016. Su epicentro inicial se ubicó en el conglomerado metropolitano del Gran Asunción, aunque su alcance se expandió progresivamente a diversas jurisdicciones departamentales dentro del territorio paraguayo.
Este proceso se caracterizó por la articulación de dinámicas de movilización social protagonizadas por el estamento estudiantil, tanto del nivel secundario como del nivel terciario, involucrando a la totalidad de las unidades académicas que conforman la Universidad Nacional de Asunción (UNA), así como a otras instituciones de educación superior de carácter público.
Dentro de este ciclo de efervescencia sociopolítica, el movimiento «UNA no te calles» se erige como una expresión paradigmática de las reivindicaciones estructurales en el ámbito educativo. A su vez, la participación de los estudiantes del tercer ciclo de la Educación Escolar Básica (EEB) y del nivel de Educación Media resultó determinante en la configuración del proceso. Estas dinámicas de presión sociopolítica culminaron con la dimisión de la entonces titular del Ministerio de Educación y Cultura, Marta Lafuente, como corolario de un amplio repertorio de estrategias de protesta, entre las que se incluyeron manifestaciones masivas, ocupaciones de establecimientos educativos, sentatas y otras tácticas de resistencia civil.

## Desarrollo
El estallido de la Primavera Estudiantil Paraguaya encuentra su origen en la convergencia de dos factores determinantes: por un lado, la radicalización de las manifestaciones y tomas de instituciones educativas protagonizadas por estudiantes del nivel secundario, y por otro, la difusión de investigaciones periodísticas que expusieron presuntas irregularidades administrativas y actos de corrupción en la gestión del entonces rector de la Universidad Nacional de Asunción (UNA), Froilán Peralta. incriminándolo en actos de corrupción.
Como consecuencia del escándalo, el rector de la UNA fue sometido a un proceso judicial que derivó en su detención, junto con varios de sus colaboradores cercanos. Esta crisis institucional desencadenó una serie de renuncias y destituciones en los más altos niveles de la administración universitaria, afectando a múltiples decanos de universidades públicas, quienes optaron por abandonar sus cargos o fueron separados de sus funciones.
En lo que respecta al nivel secundario, el 3 de mayo de 2016 se materializó la primera toma de un establecimiento educativo, el Colegio Nacional República Argentina, una de las instituciones públicas más emblemáticas de la capital paraguaya. En los días sucesivos, la escalada del conflicto se tradujo en la ocupación de otras instituciones de enseñanza media, como el Colegio Técnico Nacional de Asunción, el Colegio Nacional Dr. Fernando de la Mora, el Centro Regional de Educación Saturio Ríos de San Lorenzo y el Colegio Nacional de Lambaré, entre otros.
El clímax de esta crisis se produjo el 5 de mayo de 2016, cuando la ministra de Educación y Cultura del gobierno de Horacio Cartes, Marta Lafuente, presentó su dimisión ante la creciente presión del movimiento estudiantil y de la opinión pública. En su lugar, la administración designó a Enrique Riera Escudero, quien asumió la conducción de la cartera educativa con la misión de estabilizar la situación y completar el periodo gubernamental hasta agosto de 2018.